# Literal Video Clip
Ein Literal Video Clip (kurz Literal Video oder Literal, englisch für: ,buchstäblich‘, ,im Wortsinn‘; auch: Literal Music Video) ist ein seit den 2000er Jahren populäres parodistisches Musikvideo, für das bekannte Videos in ihren Songtexten so umgestaltet werden, dass ihr neuer Text die Bilder des Videos möglichst buchstäblich beschreiben.

## Merkmale
Zumeist sind die Ergebnisse unterhaltsam, manchmal auch gezielt mit Humor angelegt. Häufig wird der Text stark übertrieben auf das Bildmaterial zugeschnitten, so dass selbst alltäglich-triviale Elemente Erwähnung im Text finden, so als ob es sich um eine Zusatztonspur für Sehgeschädigte handeln würde. So wie die bemühte Originalmusik zumeist in Englisch ist, so sind es auch die Überarbeitungen. Gelegentlich werden sogar Untertitel angeboten, die aber eher für Gehörlose oder für Nicht-Muttersprachler hilfreich sein dürften.

## Motive
Als Grundlage dient die Befriedigung des Wunsches das Video so mit einer Tonspur zu unterlegen, dass damit die Handlung wiedergegeben wird. Zitat aus der Video-Beschreibung zum Erstlingswerk:
Ever wish songs just sang what was happening in the music video? Well now they do. DustoMcNeato (Abruf am 24. Dezember 2009)

## Geschichte
Die Methodik wurde erstmals am 3. Oktober 2008 anhand des Videos zu dem Song Take On Me der norwegischen Band a-ha per Veröffentlichung auf YouTube durch den Benutzer „DustoMcNeato“ bekannt gemacht und damit einer größeren Öffentlichkeit zugänglich gemacht. Bis heute (Juli 2020) hat dieses Video über 15 Millionen Abrufe aufzuweisen und wird von den Sehern mit der maximalen Qualitätsbewertung eingestuft. In der Folge dieses Erfolgs kamen weitere Veröffentlichungen ähnlicher Art aus diversen Quellen hinzu.
Zu Weihnachten 2009 wurde beispielsweise durch einen anderen Bearbeiter eine Abwandlung des Titels Last Christmas von Wham! veröffentlicht. Die neue Fassung enthält Seitenhiebe auf das Privatleben des Leadsängers und befasst sich mit diversen Methoden der filmischen Inszenierung, während sie nebenbei kleinere Schwächen des originalen Videomaterials aufzeigt. Weiterhin wurde mehrmals ein umgangssprachliches Schimpfwort bemüht.

## Rechtliches
Da es sich in vielen Fällen um Video- und Audio-Hobbyisten handelt, deren Arbeitsgrundlage die Werke von kommerziell erfolgreichen Künstlern sind, die noch dazu in aller Regel an Plattenfirmen gebunden sind, sind die Rechte an diesen Werken in aller Regel nicht von diesen erworben worden oder würden auch gar nicht für solche Arbeiten käuflich erwerbbar sein. Hier greift dann zumeist die in den USA herrschende Rede- und Kunstfreiheit. Dennoch kam es beispielsweise Ende 2008 zur vorübergehenden Sperre des Erstlingswerks dieser Ausdrucksform. Die Sperre hatte etwa 8 Monate Bestand und wurde danach ohne weitere Notiz durch das Video-Portal wieder aufgehoben.